# Синнё-Эн
Синнё-Эн (яп. 真如苑) является буддистским орденом, основанном на «последнем учении» Будды Гаутамы. Цель учения состоит в том, чтобы сделать суть просветления Будды доступной всем путём культивирования в сердцах каждого гармонии и духа альтруизма, заложенного в Махаяне. Синнё-Эн изначально создан для мирян, но его практики и тренировки своими корнями уходят в священный буддизм, доступный лишь узкому кругу последователей.

## История
Синнё-Эн был основан последователем Сингон Синдзё Ито и его женой Томодзи. Желая жить ради спасения людей, Ито прошёл тренировки в храме Дайгодзи школы Сингон. Там он получил титул Великий Ачарья («Великий Учитель»).
Сегодня Синнё-Эн — это единственный религиозный орден, каноны (доктрины) и практики которого основаны на Махапаранирвана-сутре.

## Тренировки
В буддизме существует множество видов тренировок, помогающих очистить себя, постичь мудрость и  достичь просветления. В Синдзё Ито основные повседневные тренировки известны как Три Практики. Они помогают нам очистить тело, речь и разум. В дополнение к перечисленным практикам ещё есть медитация и изучение доктрины.

## Три Практики
Три Практики – это Канги, Гохоси и Отасукэ. Они представляют собой суть Шести Парамит, которые практикуются в традиционном буддизме.
Канги подразумевает приношения, преисполненные радости и связано с очищением разума. Гохоси означает «служение» и связано с очищением тела. Обычно, выполняя Гохоси, последователи Синнё-Эн добровольно чистят и прибирают территорию храма. Отасукэ означает передачу знаний и учения другим, с целью привести их к Будде; Отасукэ связано с очищением речи.

## Медитация
В Синнё-Эн практикуется медитация, которая носит название сэссин. В дзэн-буддизме также есть практика медитации сэссин. Однако, в Синнё-Эн сэссин проводится за сравнительно короткий период времени и при помощи духовных медиумов (яп. рэнося), которые становятся для практикующего «зеркалом», отображающим его внутренний мир. Каждый, пройдя ряд тренировок в медитации, может стать духовным медиумом, чтобы помочь другим последователям полнее осознать их карму и прийти к истинной сущности Будды.
В Синнё-Эн тренировки в храме сочетаются с повседневной жизнью – жизнью в общине, в семье, на работе. Это является важной и неотъемлемой частью практики.

## Изучение доктрины
В дополнение к медитациям, избранные последователи могут также посещать «божественную школу», в которой они обретут более глубокое понимание сути сострадания Будды. Студенты изучают буддистские доктрины и становятся посвященными в эзотерические аспекты учения Синнё-Эн. После окончания школы выпускникам присваивается духовное звание и формально они дают обет уже как последователи Будды.

## Структура ордена
В Синнё-Эн каждый связан с учением через «духовного наставника». Им является человек, который представляет его или её в Ордене и помогает новому последователю в практике. Когда Орден был ещё незначителен по своему масштабу, Ито и его жена непосредственно вели последователей. Однако, с ростом числа последователей, это стало невозможным, и теперь «духовные наставники» несут ответственность за своих «духовных детей».
Такие отношения помогают и духовным наставникам и их духовным детям в изучении учения, в приобретении более глубокого его понимания и лучших способов практики. Через духовных наставников Орден разделен на группы – «линии» для того, чтобы сохранить те же близкие отношения, которые были присущи общине в дни основания.

## Орден сегодня
Сегодня последователи Ордена проводят практики во всем мире и места их проведения сконцентрированы везде, где только поклоняются учению – в США, Европе и в Азии. Из главного храма в Японии, орден возглавляет Синсо Ито (Кэйсю-сама), которая прошла через тренировки под руководством основателя. Кэйсю-сама помогает Синреэ-сама (Ёсю-сама), заместитель главы Синнё-Эн.